# Osowa Sień
Osowa Sień (niem. Röhrsdorf) – wieś w Polsce położona w województwie lubuskim, w powiecie wschowskim, w gminie Wschowa

## Położenie i podział wsi
Wieś położona 4 km na pn.-wsch. od Wschowy.
| SIMC    | Nazwa      | Rodzaj     |
| ------- | ---------- | ---------- |
| 0377963 | Wincentowo | przysiółek |

Wieś jest siedzibą sołectwa Osowa Sień, w którego skład wchodzi również miejscowość Wincentowo.
25 czerwca 2009 roku sołectwo zamieszkiwało 1125 mieszkańców.

## Nazwa
Miejscowość pierwotnie związana była z Dolnym Śląskiem oraz Wielkopolską. Ma metrykę średniowieczną i istnieje co najmniej od początku XIV wieku. Wymieniona po raz pierwszy w dokumencie zapisanym po łacinie z 1312 pod nazwą Ryegstroph, 1325 Rudegeri villa, 1404 Rodger villa, 1416 Ossowa Schen, 1424 Ossowasen, 1425 Ossowaszen, 1429 Ossowaszeyn, 1437 Osszowaszyen, 1443 Ossowa Syen, 1444 Ossowaszyen, 1447 Ossowaschien, 1449 Ossowsyen, 1471 Osszowa Szyen, 1510 Ossovassyen, 1944 Röhrsdorf.
Obecna nazwa miejscowości oznacza dosłownie dom pod osikami i pojawia się w polskich źródłach historycznych również jako Ossowa Sień lub Ossowasień. Niemiecka nazwa pochodzi od nazwiska niemieckiego osadnika Rydygiera i występuje w starszych wariantach jako Rüdigersdorf (jak starsza nazwa miejscowości Rudgorzewice) lub w nowszej wersji skróconej Röhrsdorf (podobnie jak starsza nazwa Rochowic).

## Historia
Miejscowość leżała na granicy Wielkopolski i Śląska i była własnością szlachecką. W 1312 leżała dystrykcie wschowskim, a w 1437 należała do powiatu wschowskiego Korony Królestwa Polskiego. W 1449 była siedzibą własnej parafii, a w 1510 leżała w dekanacie Wschowa.
Odnotowana po raz pierwszy w 1312 kiedy to Dytmar z miejscowości Pannewitz położonej na Łużycach Górnych, wywodzący się z łużyckiej rodziny osiadłej na Dolnym Śląsku, otrzymał od księcia głogowskiego i wielkopolskiego Henryka IV Wiernego, za swoją wierną służbę świadczoną już jego ojcu księciu głogowskiemu Henrykowi, wieś Osową Sień (odnotowaną wówczas po łacinie Rudegeri villa), która położona była wówczas w dystrykcie wschowskim.
W XV wieku wieś należała do Ossowskich, polskiej szlachty herbu Awstacz wywodzącej się z Łużyc. W latach 1416–25 była własnością Hinczy Ossowskiego oraz Janusza jego brata. W 1444 Janusz otrzymał od króla Polski Władysława Warneńczyka potwierdzenie posiadania dóbr Osowa Sień. W XVI wieku miejscowość należała do wielkopolskich rodów szlacheckich Ossowskich oraz Krzyckich herbu Kotwicz.
Wieś odnotowano w historycznych regestach podatkowych. W 1531 miał miejsce pobór podatków z działu Piotra Ossowskiego, który miał we wsi 9 łanów, a z każdego pobrano po wiardunku. Z działu Mikołaja Krzyckiego pobrano po wiardunku z 3 łanów. W 1563 pobrano podatki z działu Jana Ossowskiego: od 21 łanów, 17 komorników, od dwóch wiatraków dziedzicznych oraz od dziedzicznej karczmy. Z działu Macieja Krzyckiego pobrano podatki od 7,5 łana, 6 komorników, wiatraka dziedzicznego oraz karczmy dziedzicznej. W 1566 pobór odbył się z działu Jana Ossowskiego od 10,5 łana, 4 komorników, karczmy dziedzicznej, dwóch młynów dziedzicznych. Natomiast z działu Macieja Krzyckiego pobrano podatki od 7,5 łanów, karczmy dziedzicznej, wiatraka. W 1579 pobór odbył się od 12 łanów, 6 zagrodników z rolami, jednego wolnego zagrodnika, 5 komorników z inwentarzem, 2 owczarzy posiadających w stadzie po 35 owiec, dwóch rzemieślników, 5 komorników bez inwentarza, dwóch ratajów (najemnych pracowników) od pługa po 30 groszy, młynarza z ogrodem oraz od dwóch wiatraków.
Wskutek II rozbioru Polski w 1793 wieś przeszła pod władanie Prus i jak cała Wielkopolska znalazła się w zaborze pruskim.
W latach 1954–1957 wieś była siedzibą gromady Osowa Sień, po jej zniesieniu w gromadzie Przyczyna Dolna. W latach 1975–1998 miejscowość była położona w województwie leszczyńskim.

## Zabytki

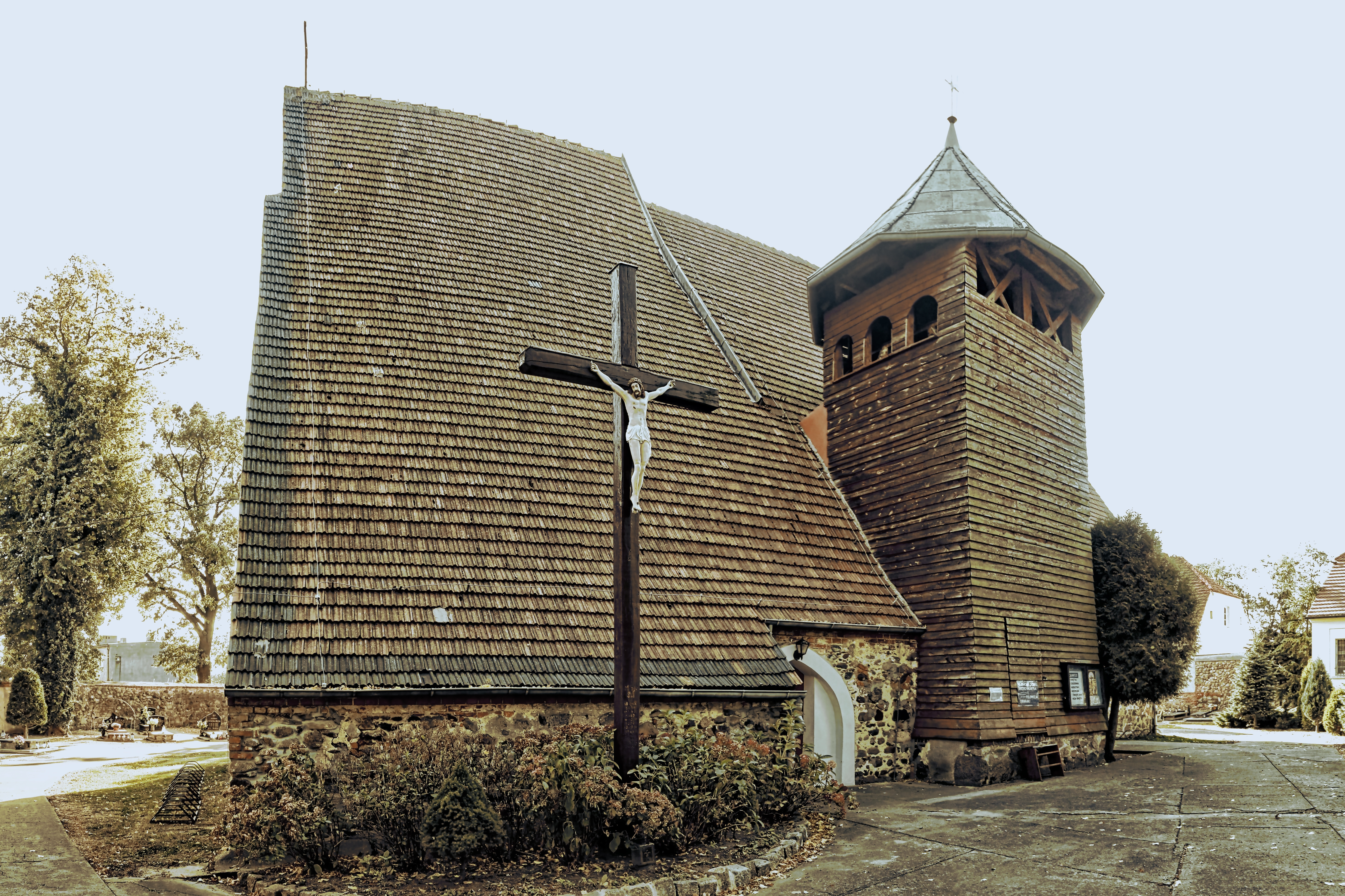
Kościół parafialny

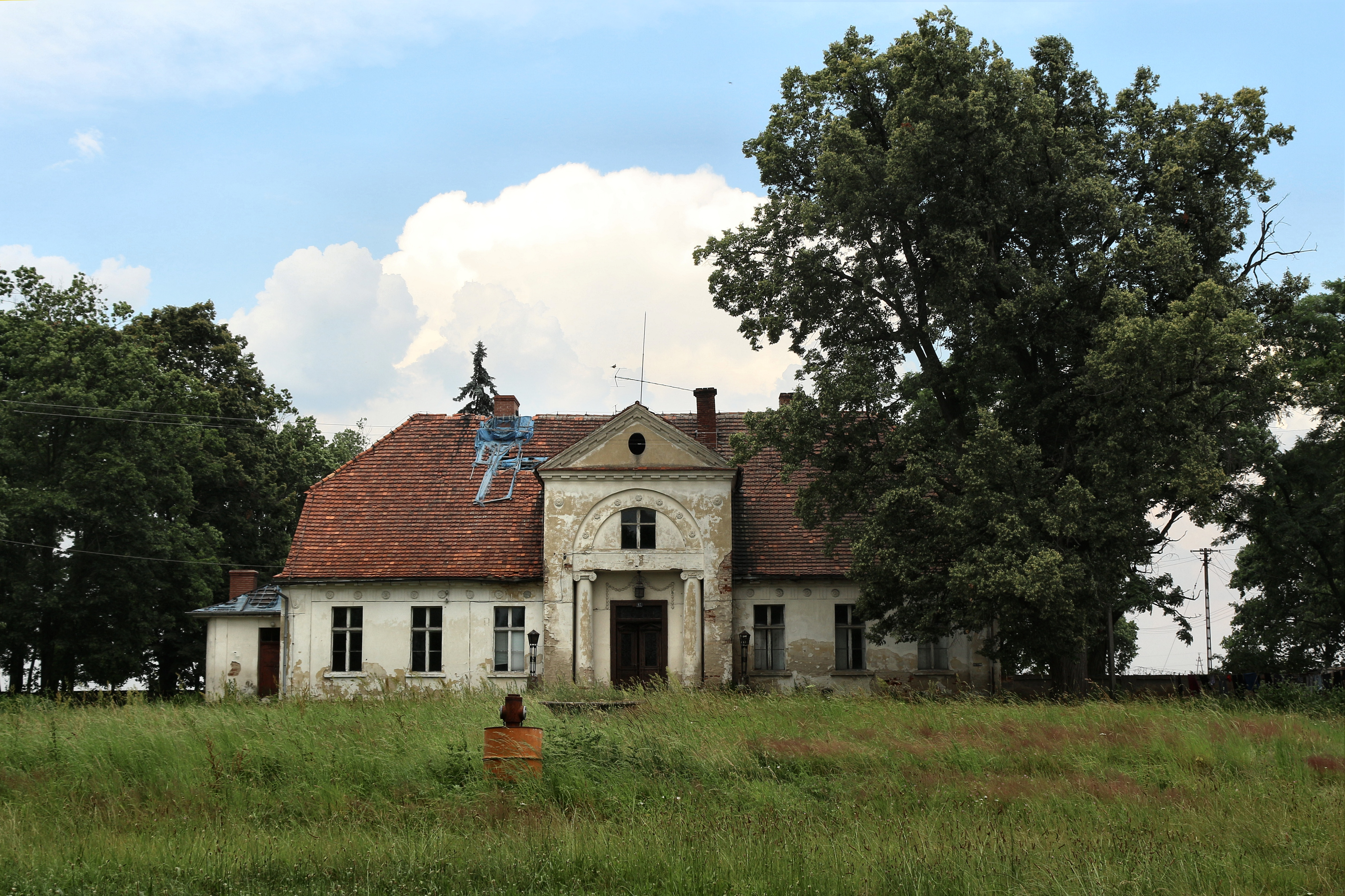
Dwór w Osowej Sieni Dolnej

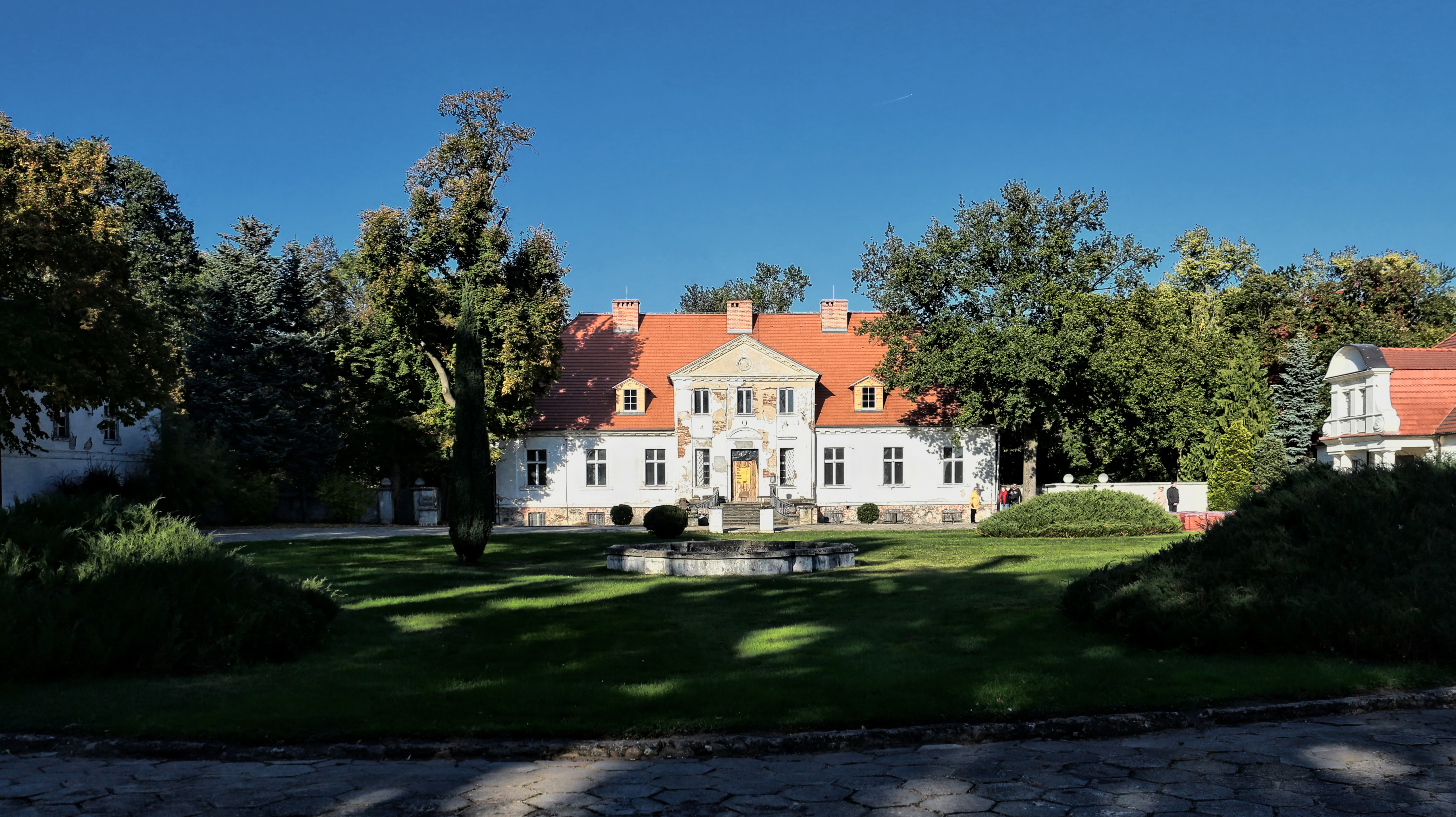
Dwór w Osowej Sieni Środkowej

Do wojewódzkiego rejestru zabytków wpisane są:
- zespół dworski z początku XIX wieku:
  - dwór w Osowej Sieni Dolnej, klasycystyczny
  - dwie oficyny
  - park

- kościół parafialny pod wezwaniem św. Fabiana i Sebastiana, gotycki XIV wieku, w XV wieku
  - renesansowe płyty epitafijne rodziny Ossowskich z XVI wieku
- zespół pałacowy:
  - pałac w Osowej Sieni, neoklasycystyczny z lat 1890-1904. Od frontu dwupiętrowy ryzalit zwieńczony frontonem z głównym wejściem w ozdobnym portalu obejmujący okno na pierwszym piętrze. Nad nim kartusz z herbami Eugena von Seherr-Thoss (L) i jego żony Anny Julii Teresy von Heydebrand und der Lasa (P).
  - park krajobrazowy z połowy XVIII-XIX w. z lipami drobnolistnymi
  - dwie lodownie z XIX wieku
- ogrodzenie murowane, końca XIX wieku
- zespół dworski z połowy XIX wieku
  - dwór w Osowej Sieni Środkowej, klasycystyczny
  - lamus
  - stajnia
  - budynek gospodarczy przy podjeździe
  - park krajobrazowy z kanałem i sztuczną wyspą

Ponadto w miejscowości znajduje się pomnik buhaja Ilona, postawiony w 1982 w miejscu rozebranej w l. 60. XX wieku kolumny Bismarcka z 1905 roku.

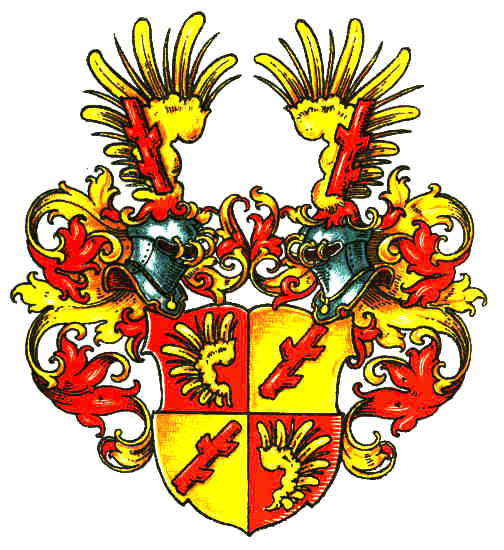
Herby: Eugena von Seherr-Thoss
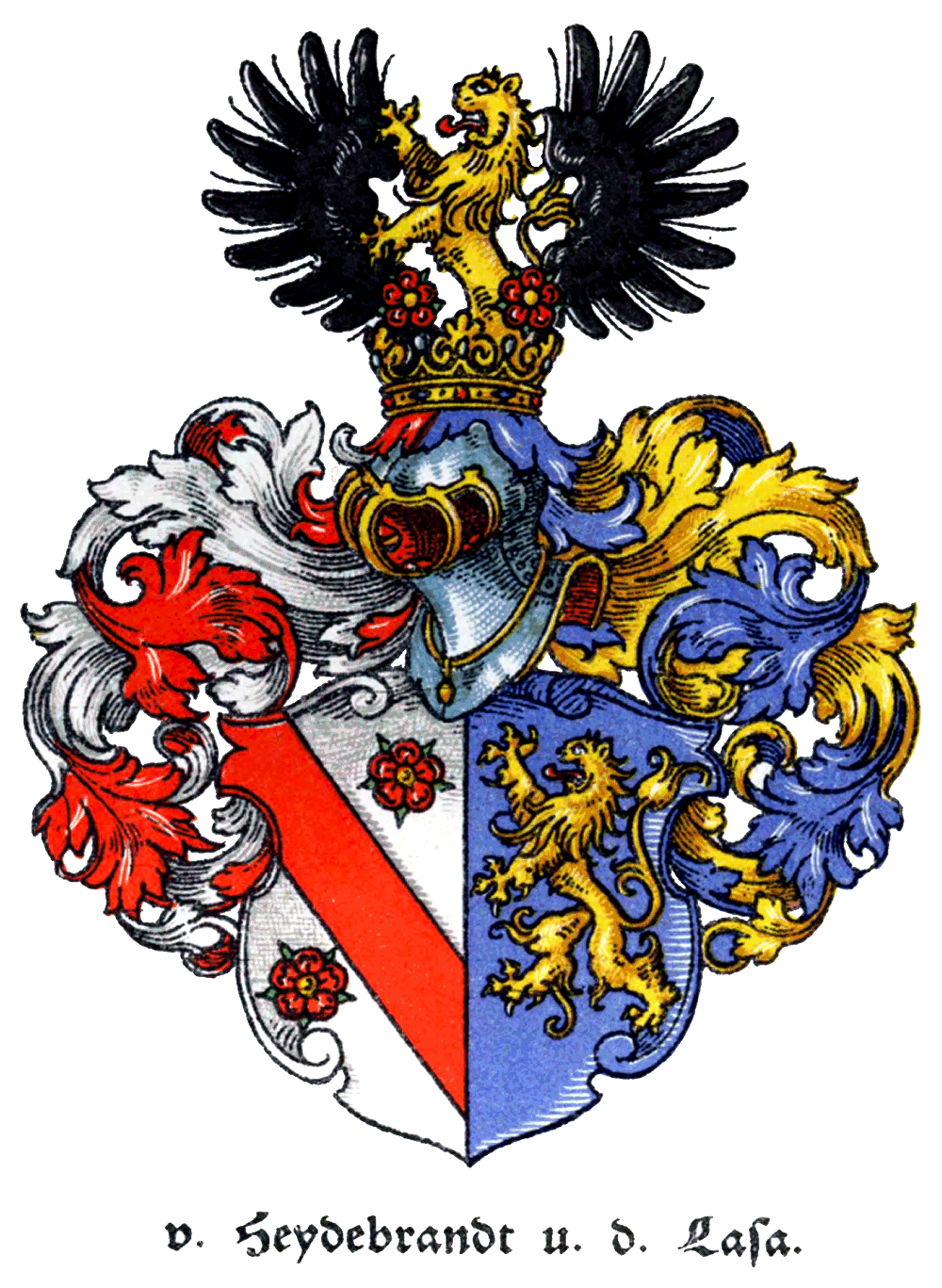
Anny Julii Teresy von Heydebrand und der Lasa, żony Eugena
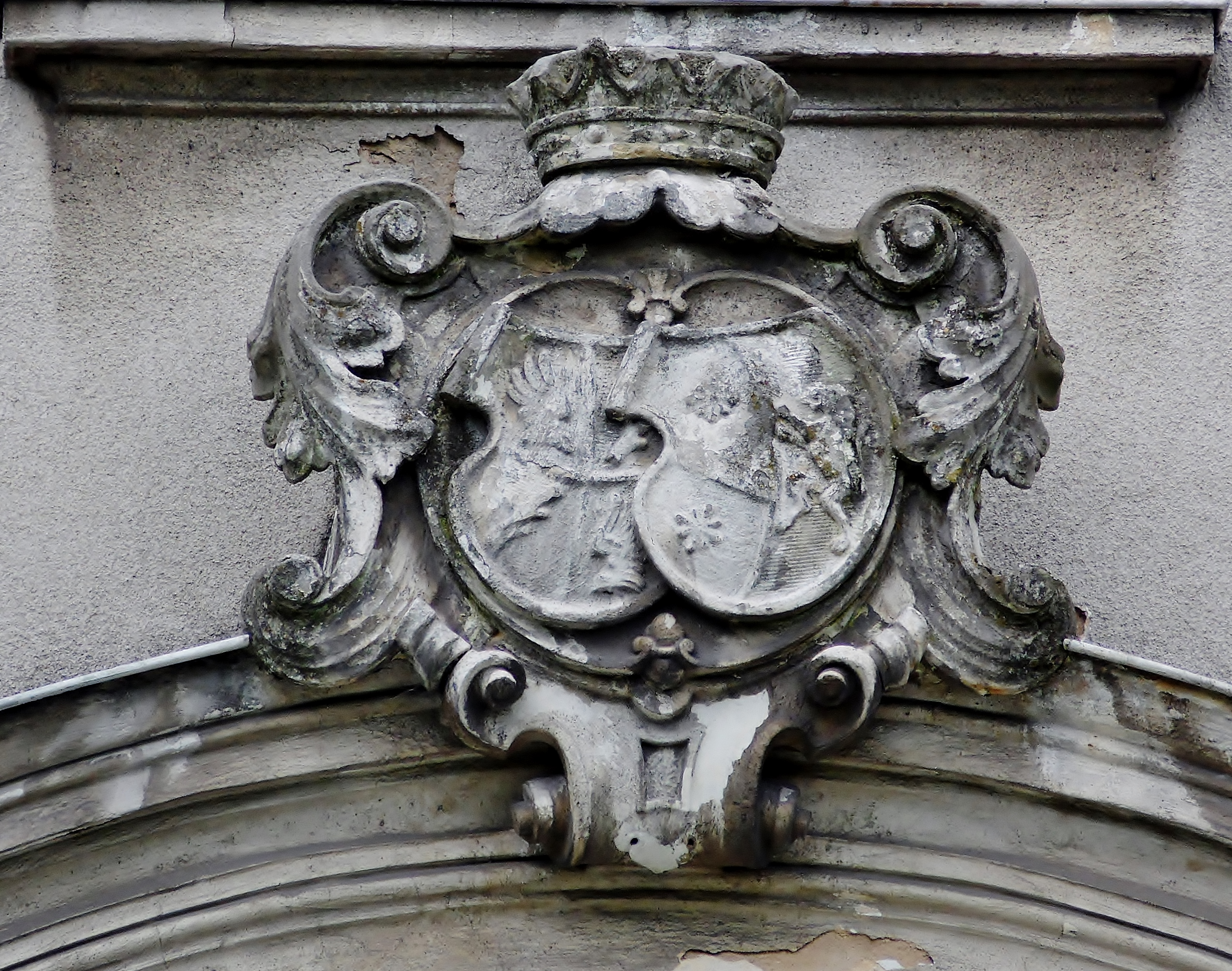
Kartusz z herbami von Seherr-Thoss (L) i von Heydebrand und der Lasa (P)
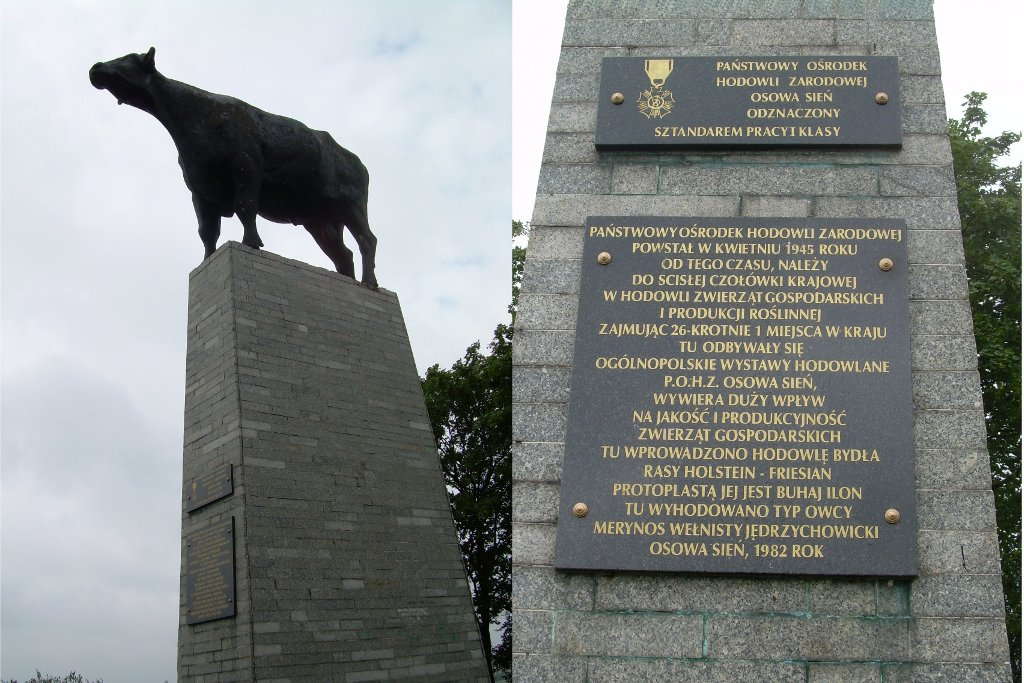
Pomnik buhaja Ilona